# Dalma Maradona

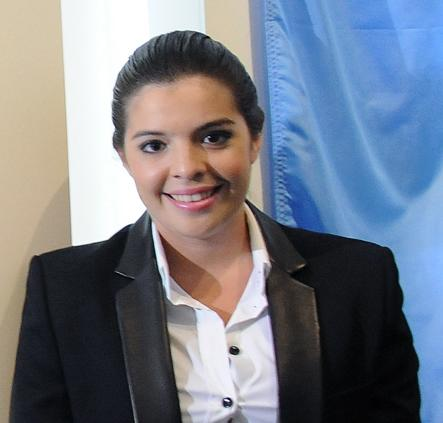
Dalma Maradona (2012)

Dalma Nerea Maradona Villafañe (* 2. April 1987 in Recoleta, Buenos Aires) ist eine argentinische Schauspielerin.

## Leben
Dalma Maradona wurde als Tochter des Fußballspielers Diego Maradona und Claudia Rosana Villafañe geboren. Sie hat eine Schwester. Dalma Maradona wuchs in Neapel und Sevilla auf, wo ihr Vater Fußball spielte. Mit sechs Jahren zog sie zu ihrer Großmutter nach Buenos Aires.
Im Alter von zehn Jahren trat sie in der argentinischen Telenovela Cebollitas auf. Später spielte sie Theater und in Fernsehserien. Sie begann ihre Ausbildung in der Schauspielschule von Hugo Midón (1944–2011) und studierte Schauspiel am Instituto Universitario Nacional del Arte (IUNA), wo sie 2011 das Lizentiat erwarb. Sie schrieb über ihren Vater und sich das Theaterstück Hija de Dios (Die Tochter Gottes), das am 8. Juni 2012 im Teatro Sha mit ihr in der Hauptrolle uraufgeführt wurde. La Rabia (2008) von Albertina Carri war der erste Kinofilm, an dem sie mitwirkte. Im Jahr 2011 spielte sie die Hauptrolle in Orillas von Pablo César.